# 蕭遙欣
蕭 遙欣（しょう ようきん、469年 - 499年）は、南朝斉の皇族。曲江公。字は重暉。

## 経歴
始安靖王蕭鳳（蕭道生の長男で、明帝蕭鸞の兄）の子として生まれた。蕭承之の兄の西平郡太守蕭奉之の後嗣がなかったため、遙欣がその曾孫格として後を嗣いだ。秘書郎・太子舎人・巴陵王文学・中書郎を歴任した。延興元年（494年）8月、持節・都督兗州縁淮諸軍事・寧朔将軍・兗州刺史となった。10月、都督豫州郢州之西陽司州之汝南二郡諸軍事・輔国将軍・豫州刺史に転じたが、赴任しなかった。同年（建武元年）、西中郎将となり、聞喜県公に封じられた。11月、使持節・都督荊雍益寧梁南北秦七州諸軍事・右将軍・荊州刺史に転じた。曲江公に改封された。明帝の子弟はまだ幼少であったため、始安王蕭遙光が揚州の事務を代行し、遙欣は西方の外藩にあって、権勢を両分した。遙欣は勇者を好み、武士を取り立てて集めた。建武4年（497年）、平西将軍の号に進んだ。永泰元年（498年）2月、雍州が北魏の侵攻を受けたため、遙欣は本官のまま雍州刺史・寧蛮校尉を兼ね、襄陽への移駐を命じられたが、魏軍が撤退したため行かなかった。
永元元年（499年）、死去した。享年は31。侍中・司空の位を追贈された。諡は康公といった。王礼で葬られた。
子に蕭幾があった。

## 伝記資料
- 『南斉書』巻45 列伝第26
- 『南史』巻41 列伝第31